# Comtat d'Orange (Virgínia)
El comtat d'Orange és un dels 95 comtats de l'estat nord-americà de Virgínia. La seva seu de comtat es troba a Orange, la qual és també la seva major ciutat. El comtat té una àrea de 889 km² (dels quals 4 km² estan coberts per aigua), una població de 25.881 habitants, i una densitat de població de 29 hab./km² (segons el cens nacional de 2000). El comtat va ser fundat l'any 1734.

## Comtats adjacents i ciutats independents
- Comtat de Madison (oest)
- Comtat de Culpeper (nord)
- Comtat de Spotsylvania (est)
- Comtat de Louisa (sud)
- Comtat d'Albemarle (oest)
- Comtat de Greene (oest)

## Demografia
Segons l'Oficina del Cens el 2000, els ingressos mitjans per llar al comtat eren de $42.889, i els ingressos mitjans per família eren $48.197. Els homes tenien uns ingressos mitjans de $31.982 enfront dels $24.209 per a les dones. La renda per capita per al comtat era de $21.107. Al voltant del 9,20% de la població estaven per sota del llindar de pobresa.

## Localitats

### Comunitats no incorporades
- Barboursville
- Locust Grove